# PKP EU 44
De PKP EU 44 van het type Siemens ES 64 U4 ook wel Husarz (Husar) genoemd, is een elektrische locomotief bestemd voor het personenvervoer van de Polskie Koleje Państwowe (PKP).

## Geschiedenis
Voor deze locomotief stonden de locomotieven van het Siemens type Taurus model. De techniek en de bovenbouw stamt af van de ÖBB serie 1216.

## Constructie en techniek
De locomotief heeft een stalen frame. De tractie-installatie is uitgerust met draaistroom en heeft driefasige asynchrone motoren in de draaistellen. Iedere motor drijft een as aan.

### Nummers
De locomotieven van de serie EU 44 zijn als volgt genummerd:
- 183 601 - 610:

## Treindiensten
De locomotieven worden door de Polskie Koleje Państwowe (PKP) onder meer ingezet in het personenvervoer tussen Polen en Duitsland.